# Биго, Луи
Луи Биго (фр. Louis Bigot, 31 мая 1913, Этапль — 13 марта 1996, Бурньяк) — французский шахматист, врач по профессии. Чемпион Франции 1943 г. Серебряный призер чемпионата Франции 1948 г. В составе сборной Франции участвовал в ряде международных матчей.
Также известен по участию в заочных соревнованиях. Дважды становился чемпионом Франции по переписке (в 1943 и 1946 гг.), в послевоенные годы участвовал в заочных соревнованиях международного уровня.

## Спортивные результаты
| Год                       | Город     | Соревнование                                  | + | − | = | Результат | Место |
| ------------------------- | --------- | --------------------------------------------- | - | - | - | --------- | ----- |
| 1943                      | По        | Чемпионат Франции                             |   |   |   |           | 1     |
| 1946                      |           | Матч Франция — Швейцария (против П. Леепина)  | 0 | 2 | 0 | 0 из 2    |       |
| 1947                      | Париж     | Матч Франция — Чехословакия (против Й. Лоумы) | 1 | 1 | 0 | 1 из 2    |       |
| 1948                      | Париж     | Чемпионат Франции                             |   |   |   |           | 2—3   |
| СОРЕВНОВАНИЯ ПО ПЕРЕПИСКЕ |           |                                               |   |   |   |           |       |
| 1942—1943                 | 1942—1943 | Чемпионат Франции по переписке                |   |   |   |           | 1—2   |
| 1945—1946                 | 1945—1946 | Чемпионат Франции по переписке                |   |   |   |           | 1     |
| 1946—1947                 | 1946—1947 | Полуфинал 1-го чемпионата мира по переписке   |   |   |   |           |       |
| 1954—1956                 | 1954—1956 | Мемориал Э. Дикгофа                           |   |   |   |           |       |